# Flik 61J
A Jagdflieger-Kompanie 61 (rövidítve Flik 61J, magyarul 61. vadászrepülő-század) az osztrák-magyar légierő egyik alakulata volt. 

## Története
A századot 1917 végén hozták létre és miután az ausztriai Straßhofban kiképezték, november 18-án az olasz frontra, Motta di Livenzába, majd Ghiranóba küldték. 1918 nyarán az Isonzó-hadsereg kötelékében vett részt a sikertelen Piave-offenzívában.
A háború után a teljes osztrák légierővel együtt felszámolták.

## Századparancsnokok
- Ernst Strohschneider főhadnagy
- Ludwig Hautzmayer százados

## Ászpilóták
| Név                   | A században szerzett győzelem |
| --------------------- | ----------------------------- |
| †Ernst Strohschneider | 5                             |
| †Gräser Ferenc        | 7                             |
| Ludwig Hautzmayer     | 2                             |

## Századjelzés
Miután az Isonzó-hadseregben elrendelték a repülőszázadok megkülönböztetését, a Flik 61J gépeinek keréktárcsáját pirosra festették, a szárnyak felső részére és a vízszintes és függőleges vezérsíkokra (utóbbira ferdén) pedig piros keresztcsíkot festettek. 

## Repülőgépek
- Albatros D.III